# Clinohelea usheri
Clinohelea usheri är en tvåvingeart som beskrevs av Meillon 1959. Clinohelea usheri ingår i släktet Clinohelea och familjen svidknott.
Artens utbredningsområde är Moçambique. Inga underarter finns listade i Catalogue of Life.